# Meir ben Simon ha-Me’ili
Meir ben Simon ha-Me’ili war ein im 13. Jahrhundert wirkender Halachist in Narbonne und scharfer Kritiker der aufkommenden Kabbala. Er war Verfasser eines apologetischen Werks mit dem Titel milchämät mitzwah (‚Pflichtkrieg‘). Es fußt angeblich auf Diskussionen mit einem Bischof von Narbonne.
| Personendaten    | Personendaten                             |
| ---------------- | ----------------------------------------- |
| NAME             | Meir ben Simon ha-Me’ili                  |
| KURZBESCHREIBUNG | französischer Halachist und Antikabbalist |
| GEBURTSDATUM     | 12. Jahrhundert oder 13. Jahrhundert      |
| STERBEDATUM      | 13. Jahrhundert oder 14. Jahrhundert      |